# کاروانسرای معتمد
کاروانسرای معتمد مربوط به سده‌های متاخر دوران‌های تاریخی پس از اسلام است و در شهرستان لارستان، بخش مرکزی، شهر قدیم لار، خیابان مدرس جنوبی، محله زینبیه، ابتدای کوی گاله واقع شده و این اثر در تاریخ ۱۸ شهریور ۱۳۸۷ با شمارهٔ ثبت ۲۳۳۶۶ به‌عنوان یکی از آثار ملی ایران به ثبت رسیده است.